# Zofia Nehringowa
Zofia Nehringowa (Warschau, 10 mei 1910 – aldaar, 17 augustus 1972) was een schaatsster uit Polen. Ze reed meerdere malen een nieuw wereldrecord op verschillende afstanden.
Verder was Nehringowa de eerste vrouw die op een Europees kampioenschap schaatste. Tot 1932 werden kampioenschappen alleen door mannen geschaatst. Echter omdat er niet verondersteld werd dat een vrouw zou willen meedoen, was er geen regel die voorschreef dat het toernooi alleen voor mannen was. Hierdoor kon Nehringowa meedoen aan de 500 meter, maar kwam bij deze afstand ten val.

## Resultaten

### Wereldkampioenschappen
| Jaar | Plaats  | Resultaten  |
| ---- | ------- | ----------- |
| 1939 | Tampere | 5e Allround |

### Wereldrecord
| Afstand      | Tijd    | Datum            | Plaats    |
| ------------ | ------- | ---------------- | --------- |
| 500 meter    | 1.02,0  | 15 februari 1931 | Warschau  |
| 1000 meter   | 2.16,4  | 26 januari 1929  | Warschau  |
| 1000 meter   | 2.03,04 | 17 januari 1932  | Engelberg |
| 1500 meter   | 3.28,0  | 27 januari 1929  | Warschau  |
| 1500 meter   | 3.10,4  | 10 januari 1932  | Davos     |
| 3000 meter   | 6.52,8  | 8 februari 1931  | Warschau  |
| 3000 meter   | 6.22,4  | 9 februari 1935  | Warschau  |
| 5000 meter   | 11.30,5 | 15 februari 1931 | Warschau  |
| 5000 meter   | 10.54,8 | 10 februari 1935 | Warschau  |
| 10.000 meter | 23.48,5 | 30 december 1935 | Wenen     |

### Poolse kampioenschappen
| Jaar | 5000 m | Allround |
| ---- | ------ | -------- |
| 1931 | Goud   | Goud     |
| 1932 | -      | Goud     |
| 1934 | Goud   | -        |
| 1935 | -      | Goud     |
| 1939 | -      | Goud     |

## Persoonlijke records
| Afstand      | Tijd     | Datum            | Baan      |
| ------------ | -------- | ---------------- | --------- |
| 500 meter    | 58,70    | 10 februari 1935 | Warschau  |
| 1000 meter   | 2.03,40  | 17 januari 1932  | Engelberg |
| 1500 meter   | 3.07,00  | 9 februari 1935  | Warschau  |
| 3000 meter   | 6.22,40  | 9 februari 1935  | Warschau  |
| 5000 meter   | 10.54,80 | 9 februari 1935  | Warschau  |
| 10.000 meter | 23.48,50 | 30 december 1935 | Wenen     |